# 日本の国立学校一覧
日本の国立学校一覧は、国が設置する国立学校（大学、短期大学、高等専門学校、専修学校、特別支援学校、幼稚園、小学校、中学校、義務教育学校、中等教育学校、高等学校）の一覧。

## 北海道地方
- 北海道大学
- 北海道教育大学

札幌小学校、札幌中学校
函館幼稚園、函館小学校、函館中学校
附属特別支援学校
旭川幼稚園、旭川小学校、旭川中学校
釧路義務教育学校、釧路小学校（廃止）、釧路中学校（廃止）
- 室蘭工業大学
- 小樽商科大学
- 帯広畜産大学
- 旭川医科大学
- 北見工業大学
- 函館工業高等専門学校
- 苫小牧工業高等専門学校
- 釧路工業高等専門学校
- 旭川工業高等専門学校

## 東北地方

### 青森県
- 弘前大学

附属幼稚園、附属小学校、附属中学校、附属特別支援学校
- 八戸工業高等専門学校

### 岩手県
- 岩手大学

附属幼稚園、附属小学校、附属中学校、附属特別支援学校
- 一関工業高等専門学校

### 宮城県
- 東北大学
- 宮城教育大学

附属幼稚園、附属小学校、附属中学校、附属特別支援学校
- 仙台高等専門学校

### 秋田県
- 秋田大学

附属幼稚園、附属小学校、附属中学校、附属特別支援学校
- 秋田工業高等専門学校

### 山形県
- 山形大学

附属幼稚園、附属小学校、附属中学校、附属特別支援学校
- 鶴岡工業高等専門学校

### 福島県
- 福島大学

附属幼稚園、附属小学校、附属中学校、附属特別支援学校
- 福島工業高等専門学校

## 関東地方

### 茨城県
- 茨城大学

附属幼稚園、附属小学校、附属中学校、附属特別支援学校
- 筑波大学

附属小学校（東京都）、附属中学校・高等学校（東京都）
附属駒場中学校・高等学校（東京都）、附属坂戸高等学校（埼玉県）
附属視覚特別支援学校（東京都）、附属聴覚特別支援学校（千葉県）
附属大塚特別支援学校（東京都）、附属桐が丘特別支援学校（東京都）、附属久里浜特別支援学校（神奈川県）
- 筑波技術大学

筑波技術大学視覚部
筑波技術大学聴覚部
- 茨城工業高等専門学校

### 栃木県
- 宇都宮大学

附属幼稚園、附属小学校、附属中学校、附属特別支援学校
- 小山工業高等専門学校

### 群馬県
- 群馬大学

附属幼稚園、附属小学校、附属中学校、附属特別支援学校
- 群馬工業高等専門学校

### 埼玉県
- 埼玉大学

附属幼稚園、附属小学校、附属中学校、附属特別支援学校
- 筑波大学附属坂戸高等学校（大学は茨城県）

### 千葉県
- 千葉大学

附属幼稚園、附属小学校、附属中学校、附属特別支援学校
- 筑波大学附属聴覚特別支援学校（大学は茨城県）
- 木更津工業高等専門学校

### 東京都
- 政策研究大学院大学
- お茶の水女子大学

附属幼稚園、附属小学校、附属中学校、附属高等学校
- 筑波大学（大学本部は茨城県）

附属小学校、附属中学校・高等学校
附属駒場中学校・高等学校
附属視覚特別支援学校、附属聴覚特別支援学校、附属大塚特別支援学校、附属桐が丘特別支援学校
- 東京大学

附属中等教育学校
- 東京医科歯科大学
- 東京外国語大学
- 東京学芸大学

世田谷小学校、世田谷中学校
高等学校
小金井園舎、小金井小学校、小金井中学校
竹早園舎、竹早小学校、竹早中学校
大泉小学校、大泉中学校（廃止）、高等学校大泉校舎 （廃止）
国際中等教育学校
附属特別支援学校
- 東京農工大学
- 東京芸術大学

音楽高等学校
- 東京工業大学

科学技術高等学校
- 東京海洋大学
- 電気通信大学
- 一橋大学
- 東京工業高等専門学校

### 神奈川県
- 総合研究大学院大学
- 横浜国立大学

横浜小学校、横浜中学校
鎌倉小学校、鎌倉中学校
附属特別支援学校
- 筑波大学附属久里浜特別支援学校（大学は茨城県）

## 中部地方

### 新潟県
- 上越教育大学

附属幼稚園、附属小学校、附属中学校
- 長岡技術科学大学
- 新潟大学

附属幼稚園
新潟小学校、新潟中学校
長岡小学校、長岡中学校
附属特別支援学校
- 長岡工業高等専門学校

### 富山県
- 富山大学

附属幼稚園、附属小学校、附属中学校、附属特別支援学校
- 富山高等専門学校

### 石川県
- 金沢大学

附属幼稚園、附属小学校、附属中学校、附属高等学校、附属特別支援学校
- 北陸先端科学技術大学院大学
- 石川工業高等専門学校

### 福井県
- 福井大学

附属幼稚園、附属義務教育学校、附属特別支援学校
- 福井工業高等専門学校

### 山梨県
- 山梨大学

附属幼稚園、附属小学校、附属中学校、附属特別支援学校

### 長野県
- 信州大学

附属幼稚園
長野小学校、長野中学校
松本小学校、松本中学校
附属特別支援学校
- 長野工業高等専門学校

### 岐阜県
- 岐阜大学

附属小中学校
- 岐阜工業高等専門学校

### 静岡県
- 静岡大学

附属幼稚園
静岡小学校、静岡中学校
浜松小学校、浜松中学校
島田中学校
附属特別支援学校
- 浜松医科大学
- 沼津工業高等専門学校

### 愛知県
- 愛知教育大学

附属幼稚園
名古屋小学校、名古屋中学校
岡崎小学校、岡崎中学校　
附属高等学校
附属特別支援学校
- 豊橋技術科学大学
- 名古屋大学

附属中学校・高等学校
- 名古屋工業大学
- 豊田工業高等専門学校

## 近畿地方

### 三重県
- 三重大学

附属幼稚園、附属小学校、附属中学校、附属特別支援学校
- 鈴鹿工業高等専門学校
- 鳥羽商船高等専門学校

### 滋賀県
- 滋賀大学

附属幼稚園、附属小学校、附属中学校、附属特別支援学校
- 滋賀医科大学

### 京都府
- 京都大学
- 京都教育大学

附属幼稚園
京都小中学校
桃山小学校、桃山中学校
附属高等学校
附属特別支援学校
- 京都工芸繊維大学
- 舞鶴工業高等専門学校

### 大阪府
- 大阪大学
- 大阪教育大学

附属幼稚園
天王寺小学校、天王寺中学校、高等学校天王寺校舎
平野小学校、平野中学校、高等学校平野校舎
池田小学校、池田中学校、高等学校池田校舎
附属特別支援学校

### 兵庫県
- 神戸大学

附属幼稚園
附属小学校　
附属中等教育学校　
附属特別支援学校
- 兵庫教育大学

附属幼稚園、附属小学校、附属中学校
- 明石工業高等専門学校

### 奈良県
- 奈良教育大学

附属幼稚園、附属小学校、附属中学校
- 奈良女子大学

附属幼稚園、附属小学校、附属中等教育学校
- 奈良先端科学技術大学院大学
- 奈良工業高等専門学校

### 和歌山県
- 和歌山大学

附属小学校、附属中学校、附属特別支援学校
- 和歌山工業高等専門学校

## 中国地方

### 鳥取県
- 鳥取大学

附属幼稚園、附属小学校、附属中学校、附属特別支援学校
- 米子工業高等専門学校

### 島根県
- 島根大学

附属幼稚園、附属義務教育学校
- 松江工業高等専門学校

### 岡山県
- 岡山大学

附属幼稚園、附属小学校、附属中学校、附属特別支援学校
- 津山工業高等専門学校

### 広島県
- 広島大学

附属幼稚園、附属小学校、附属中学校・高等学校
東雲小学校、東雲中学校
三原幼稚園、三原小学校、三原中学校　
福山中学校・高等学校
- 呉工業高等専門学校
- 広島商船高等専門学校

### 山口県
- 山口大学

附属幼稚園　
山口小学校、山口中学校
光義務教育学校
附属特別支援学校
- 徳山工業高等専門学校
- 宇部工業高等専門学校
- 大島商船高等専門学校

## 四国地方

### 徳島県
- 徳島大学
- 鳴門教育大学

附属幼稚園、附属小学校、附属中学校、附属特別支援学校
- 阿南工業高等専門学校

### 愛媛県
- 愛媛大学

附属幼稚園、附属小学校、附属中学校、附属特別支援学校
附属高等学校
- 新居浜工業高等専門学校
- 弓削商船高等専門学校

### 香川県
- 香川大学

附属幼稚園
高松園舎、高松小学校、高松中学校
坂出小学校、坂出中学校
附属特別支援学校
- 香川高等専門学校

### 高知県
- 高知大学

附属幼稚園、附属小学校、附属中学校、附属特別支援学校
- 高知工業高等専門学校

## 九州地方

### 福岡県
- 九州大学
- 九州工業大学
- 福岡教育大学

附属幼稚園
福岡小学校、福岡中学校
小倉小学校、小倉中学校
久留米小学校、久留米中学校
- 久留米工業高等専門学校
- 有明工業高等専門学校
- 北九州工業高等専門学校

### 佐賀県
- 佐賀大学

附属幼稚園、附属小学校、附属中学校、附属特別支援学校

### 長崎県
- 長崎大学

附属幼稚園、附属小学校、附属中学校、附属特別支援学校
- 佐世保工業高等専門学校

### 熊本県
- 熊本大学

附属幼稚園、附属小学校、附属中学校、附属特別支援学校
- 熊本高等専門学校

### 大分県
- 大分大学

附属幼稚園、附属小学校、附属中学校, 附属特別支援学校
- 大分工業高等専門学校

### 宮崎県
- 宮崎大学

附属幼稚園、附属小学校、附属中学校
- 都城工業高等専門学校

### 鹿児島県
- 鹿児島大学

附属幼稚園、附属小学校、附属中学校、附属特別支援学校
- 鹿屋体育大学
- 鹿児島工業高等専門学校

### 沖縄県
- 琉球大学

附属小学校、附属中学校
- 沖縄工業高等専門学校